# Station Zblewo
Station Zblewo is een spoorwegstation in de Poolse plaats Zblewo.